# 캄피비센치오
캄피비센치오(이탈리아어: Campi Bisenzio)는 이탈리아 토스카나주 피렌체현에 있는 코무네다. 피렌체에서 북서쪽 10km 거리에 있다.

## 역사
캄피비센치오는 펠리체 마테우치와 그의 아버지 에우제니오 바르산티가 세운 최초의 내연 기관을 만든 곳이다.

## 자매 도시
- 스코틀랜드 코트브릿지
- 서사하라 비르레흘루